# Rote Doppelschleiche
Die Rote Doppelschleiche (Amphisbaena alba) ist eine unterirdisch lebende, beinlose Echse aus der Familie der Eigentlichen Doppelschleichen. Ihre Heimat sind die Regenwälder und Savannen in Panama, Kolumbien, Venezuela, den drei Guayanas, Trinidad, Brasilien, Ecuador, Peru, Bolivien und der Norden Paraguays.

## Merkmale
Sie ist, mit einer maximalen Länge von 75 Zentimeter, die größte Doppelschleichenart. Männchen und Weibchen sehen gleich aus. Der Körperbau ist stämmig, die Kopfbreite beträgt bis 2,1 Zentimeter. Die Oberseite adulter Tiere ist dunkel rötlich braun, der Bauch weißlich. Die Anzahl Annuli am Körper beträgt 198–248, am Schwanz 13–21. Die gesamte Anzahl Segmente beträgt 65–87.

## Lebensweise

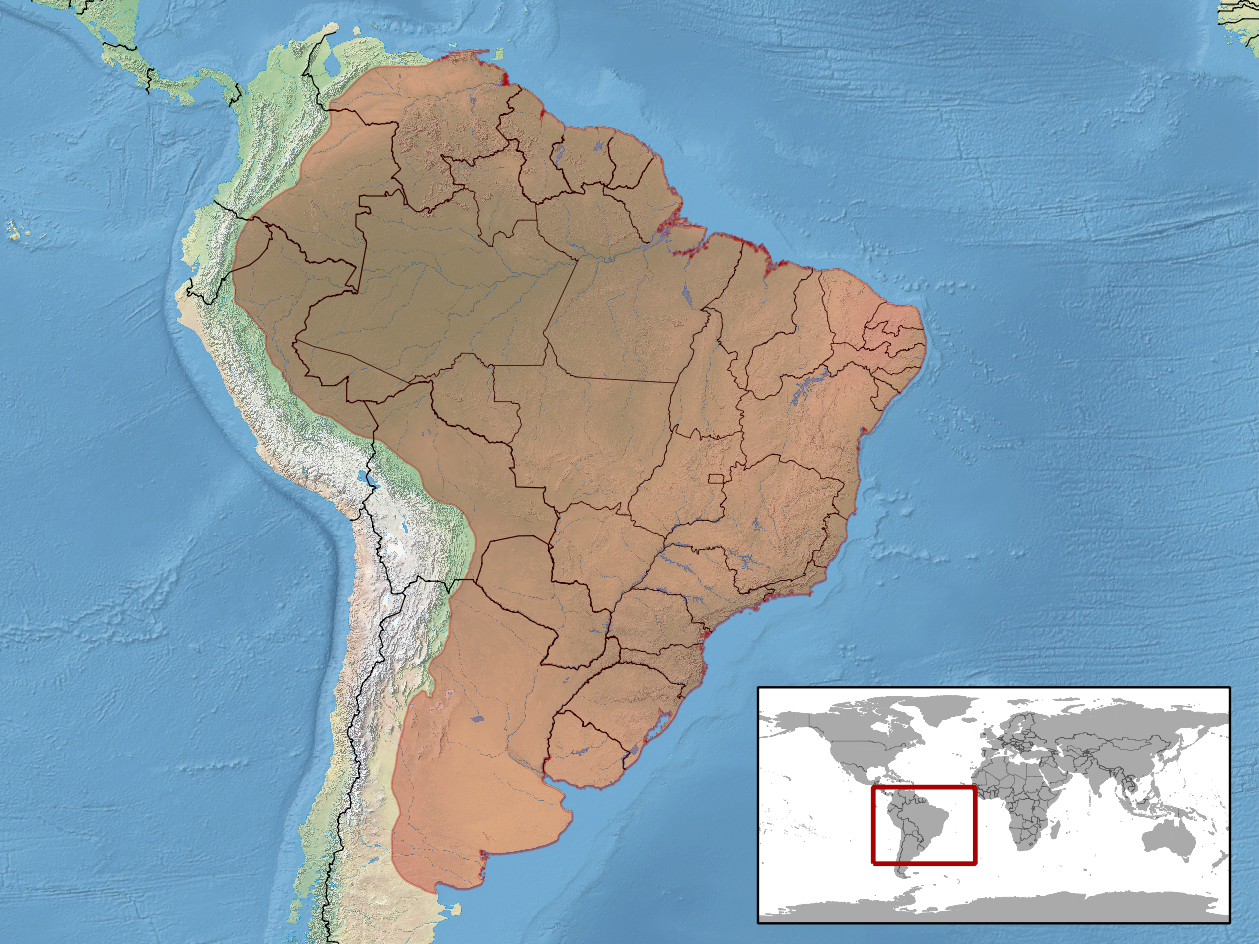
Verbreitungsgebiet nach IUCN

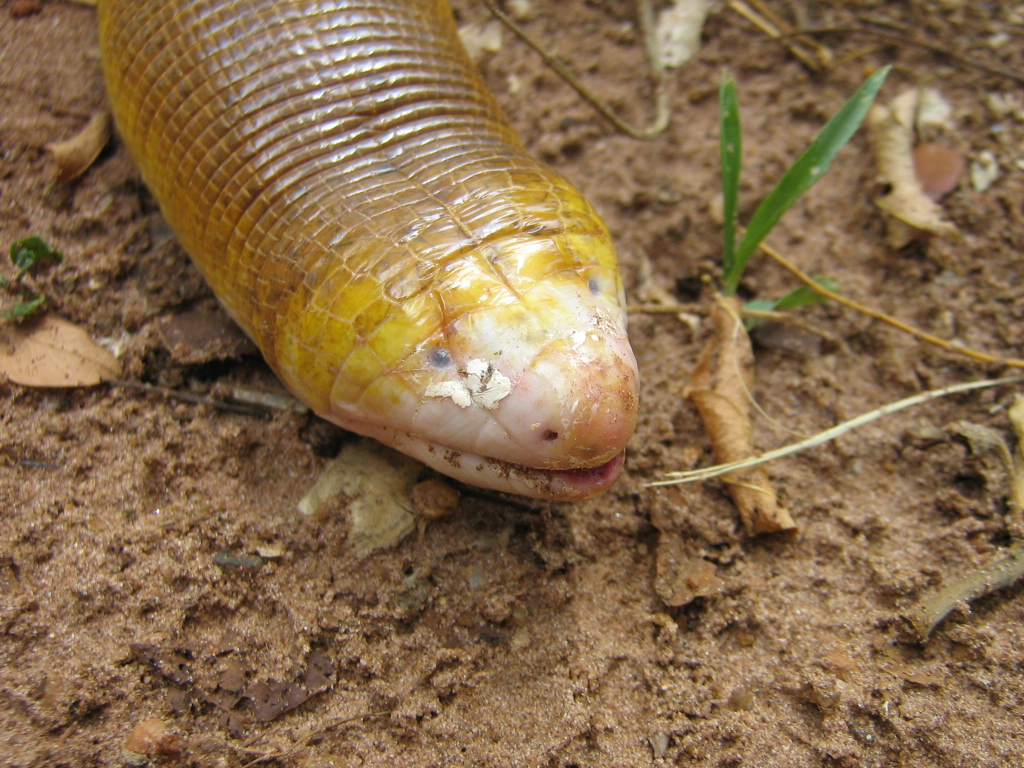
Kopf

Die Rote Doppelschleiche ist die einzige Doppelschleichenart, deren Lebensweise in einer Feldstudie im brasilianischen Cerrado untersucht wurde. Sie ernährt sich von einer Vielzahl von Gliederfüßern, vor allem von Spinnen, Ameisen, Termiten, Käfern und Insektenlarven. Manchmal wurde sie in den Bauten von Ameisen, vor allem der Blattschneiderameisen (Atta) gefunden. Auch die Eier werden oft in den Bauten von Ameisen oder Termiten versteckt. Im Unterschied zu anderen Doppelschleichen, die nur kleine Gelege haben, hängen bei der Roten Doppelschleiche acht bis 16 Eier in einem Bündel zusammen. 
Rote Doppelschleichen haben, wie alle Arten der Gattung Amphisbaena keine besondere Grabtechnik, sondern drängen die Erde lediglich mit Stößen des abgerundeten Kopfes zur Seite.
Bedroht streckt sie ihren kurzen, kopfartigen, stumpfen Schwanz in die Höhe um vom richtigen Kopf abzulenken. Das Verhalten hat sich wahrscheinlich entwickelt, da der kurze Schwanz nicht mehr, wie bei den Echten Eidechsen an vorgegebenen Sollbruchstellen abgeworfen und später regeneriert werden kann.